# Храбро-Василевский, Пётр Иванович
Пётр Иванович Храбро-Василевский (1855—1921) — русский юрист; сенатор, тайный советник.

## Биография
Родился в 1855 году; происходил из обер-офицерских детей.
В 1873 году с золотой медалью окончил Ларинскую гимназию. Высшее образование получил на юридическом факультете Санкт-Петербургского университета.
С 15 июня 1881 года служил по судебному ведомству; 1 января 1905 года был произведён в действительный статские советники. С 1908 года — вице-директор 1-го департамента министерства юстиции; с 1912 года — старший председатель Казанской судебной палаты.
Был награждён орденами Св. Анны 3-й степени (1896), Св. Владимира 3-й степени (1908), Св. Станислава 1-й степени (1910).
В 1914 году был назначен сенатором — в уголовный кассационный департамент Сената. Скончался в 1921 году.